# انرژی جنبشی
انرژی جنبشی یا (Kinetic Energy) (اختصاری KE) یکی از صورت‌های انرژی است که جسم بخاطر حرکت دارا می‌باشد. انرژی جنبشی عبارت است از کار مورد نیاز برای شتاب دادن به جرم جسم برای رسیدن به سرعت مورد نظر از حالت سکون. از آنجا که این انرژی در حین شتاب گرفتن جسم به آن اضافه می‌شود، جسم این انرژی را تا زمانی که تغییری در سرعت جسم داده نشود حفظ خواهد کرد؛ بنابراین از نظر تئوری همین مقدار کار برای کاهش سرعت جسم از سرعت کنونی به حالت توقف مورد نیاز خواهد بود.
انرژی جنبشی یک جسم با جرم جسم و مجذور سرعت رابطه مستقیم دارد. به عبارت دیگر بین کار کل انجام شده روی یک جسم و تغییرات انرژی جنبشی آن، رابطه ای وجود دارد که به قضیه کار انرژی جنبشی معروف است و به این نوع جنبشی حرکتی می‌گویند.

## فرمول
انرژی جنبشی یک جسم در حال حرکت با جرم آن جسم و مجذور سرعتش متناسب است.
انرژی جنبشی برابر است با حاصل ضرب نصف جرم در مجذور سرعت آن جسم. اگر جرم جسم را با m و سرعت آن را با v نشان دهیم، در این صورت انرژی جنبشی که با K نمایش داده می‌شود، به صورت زیر است:
{\displaystyle E_{\text{k}}={\frac {1}{2}}mv^{2}}

## یکا
یکای انرژی جنبشی در دستگاه بین‌المللی یکاها (SI) مانند هرنوع دیگر انرژی به افتخار جیمز پرسکات ژول، ژول (با نماد: "J") نامیده شده. انرژی جنبشی یک کمیت نرده‌ای است. یکای انرژی جنبشی بر حسب یکای اصلی اس‌آی برابر است با:
{\displaystyle {\rm {J={}{\rm {\frac {kg\cdot m^{2}}{s^{2}}}}}}}

## انرژی جنبشی جسم صلب
معمولاً در مورد حرکت جسم صلب به عنوان سیستمی از ذرات، دو نوع انرژی جنبشی می‌توانیم تعریف کنیم.

### انرژی جنبشی انتقالی
از آنجا که انرژی کمیتی نرده‌ای است؛ بنابراین در مورد یک سیستم متشکل از چند ذره، انرژی جنبشی کل برابر با مجموع انرژی جنبشی تک تک ذرات خواهد بود. اما در مورد یک جسم صلب که تعداد ذرات خیلی زیاد است، نقطه‌ای به عنوان مرکز جرم تعریف می‌شود که نماینده کل جسم صلب است؛ بنابراین انرژی جنبشی انتقالی نیز به صورت نصف حاصلضرب جرم جسم صلب در مجذور سرعت مرکز جرم تعریف می‌شود.

### انرژی جنبشی دورانی
جسم صلبی را در نظر بگیرید که با سرعت زاویه‌ای ω حول محوری که نسبت به یک چارچوب لخت خاص ثابت است، می‌چرخد. هر ذره این جسم در حال دوران مقدار معینی انرژی جنبشی دارد. چون تعداد این ذرات در جسم صلب زیاد است، لذا کمیتی به نام گشتاور لختی (لختی دورانی) تعریف می‌شود. لختی دورانی به صورت مجموع جملاتی تعریف می‌شود که هر جمله با حاصل ضرب جرم یک ذره از جسم صلب در مجذور فاصله عمودی ذره از محور دوران برابر است؛ بنابراین انرژی جنبشی دورانی جسم صلب که بخاطر دوران حاصل می‌شود، برابر است با نصف حاصل ضرب لختی دورانی جسم صلب در مجذور سرعت زاویه‌ای.
این رابطه شبیه انرژی جنبشی انتقالی جسم است؛ یعنی سرعت زاویه‌ای مانسته سرعت خطی است و لختی دورانی مانسته جرم لختی یا جرم انتقالی است. هر چند جرم یک جسم به محل آن بستگی ندارد، ولی لختی دورانی به محوری که جسم حول آن می‌چرخد، بستگی دارد. در واقع می‌توان گفت که انرژی جنبشی دورانی همان انرژی جنبشی انتقالی معمولی تمام اجزای جسم است و نوع جدیدی از انرژی نیست. انرژی جنبشی دورانی در واقع راه مناسبی برای بیان انرژی جنبشی هر جسم صلب در حال دوران است. انرژی جنبشی دورانی جسمی که با سرعت زاویه‌ای معین می‌چرخد، نه تنها به جرم جسم بستگی دارد، بلکه به چگونگی توزیع جرم آن نسبت به محور دوران نیز وابسته است.